# Onosma
Onosma L. è un genere di piante della famiglia delle Boraginacee.

## Descrizione
Comprende piante erbacee annuali o perenni. Molte specie sono ornate con setole inserite su di un tubercolo basale il quale reca una corona di setole stellate (asterosetole) con generalmente 4-20 raggi. La setola centrale è occasionalmente assente, ma di solito è distintamente più lunga e più robusta dei raggi.
I fiori sono portati in cime terminali, bratteate e di solito ramificate. 
Il calice, diviso quasi fino alla base, è spesso accrescente, portato da un corto peduncolo o anche sessile. La corolla gialla, biancastra o porporina, è tubulosa o tubulosa-campanulata, con cinque piccoli lobi, patenti o deflessi, senza scaglie, ma con un anello vicino alla base. Gli stami, inclusi o sporgenti, sono inseriti nella parte mediana della corolla; hanno le antere a base sagittata e, di solito, con una sporgenza connettivale all'apice. Lo stilo sporgente ha uno stimma capitato o bifido. Le nucule erette, a volte in numero inferiore a quattro per aborto, sono ovoidi o trigone,  acute o rostrate, lisce o tubercolate, con la base piana e triangolare.

## Distribuzione e habitat
Il genere è presente in Europa centro-meridionale, Nord Africa e Asia. La maggior parte delle specie sono proprie della regione mediterranea e dell'Asia centrale.

## Tassonomia
Il genere comprende circa 250 specie.
La presenza o l'assenza di setole stellate, nonché la loro frequenza e lunghezza, sono tra i caratteri più importanti per la determinazione, ma questi elementi presentano un'ampia variabilità cosìcche, in passato, c'è stata una notevole confusione nomenclaturale. 

Dalla consultazione di varie chiavi dicotomiche, ci si può rendere conto di come le chiavi di Pignatti siano le più efficaci per la determinazione, in quanto basate su caratteri più discriminanti e più facilmente individuabili di altre chiavi, basando la discriminazione tra le specie, molto affini tra loro per quanto riguarda l'aspetto generale, fondamentalmente sul numero delle asterosetole site sul tubercolo basale delle setole,  elemento che con un buon microscopio binoculare diventa facilmente osservabile.

### Specie presenti in Italia
In Italia sono presenti cinque specie:
- Onosma arenaria Waldst. & Kit.
- Onosma echioides (L.) L.
- Onosma fastigiata (Braun-Blanq.) Lacaita
- Onosma helvetica (A.DC.) Boiss.
- Onosma visianii Clementi